# Pell City
 Pell City és una població dels Estats Units a l'estat d'Alabama. Segons el cens del 2000 tenia 9.565 habitants.

## Demografia
Segons el cens del 2000, Pell City tenia 9.565 habitants, 3.830 habitatges, i 2.772 famílies. La densitat de població era de 150,3 habitants/km².
Dels 3.830 habitatges en un 30,3% hi vivien nens de menys de 18 anys, en un 56,9% hi vivien parelles casades, en un 12,1% dones solteres, i en un 27,6% no eren unitats familiars. En el 24,5% dels habitatges hi vivien persones soles el 10,9% de les quals corresponia a persones de 65 anys o més que vivien soles. El nombre mitjà de persones vivint en cada habitatge era de 2,47 i el nombre mitjà de persones que vivien en cada família era de 2,92.
Per edats la població es repartia de la següent manera: un 23,9% tenia menys de 18 anys, un 7,5% entre 18 i 24, un 27,6% entre 25 i 44, un 25% de 45 a 60 i un 16% 65 anys o més.
L'edat mediana era de 39 anys. Per cada 100 dones hi havia 90,6 homes. Per cada 100 dones de 18 o més anys hi havia 87,8 homes.
La renda mediana per habitatge era de 37.250 $ i la renda mediana per família de 48.207 $. Els homes tenien una renda mediana de 38.393 $ mentre que les dones 25.906 $. La renda per capita de la població era de 19.935 $. Aproximadament el 7,5% de les famílies i l'11,2% de la població estaven per davall del llindar de pobresa.

## Poblacions properes
El següent diagrama mostra les poblacions més properes.